# Второе сердце
«Второе сердце» (пол. Serce w plecaku; дословный перевод «Сердце в ранце») — песня, написанная в 1933 году офицером Войска Польского Михалом Зелиньским. Лирический герой песни — солдат, нашедший вырвавшееся из груди сердце (аллегория грусти, тоски), и положивший его в свой ранец, после чего перестал испытывать страх перед врагами. Когда во время боя в него попадает пуля, солдат лишь смеётся, ведь у него есть «запасное сердце». В припеве объясняется, что песня посвящена девушкам, которые также из-за горечи разлуки с любимыми «потеряли» свои сердца.
Песня приобрела широкую известность во время Второй мировой войны, а в 1944 году была переведена на русский язык Е. А. Долматовским, музыку к ней написал Н. В. Богословский. Сначала в Советском Союзе она исполнялась под названием «Чьё-то сердце загрустило…», но позже вошла в репертуар Л. О. Утёсова как «Второе сердце». В 2005 году песня была включена в сборник «Священная война. Песни Победы», выпуск которого был приурочен к 60-летию окончания Великой Отечественной войны. В Польше песня популярна и по сей день